# جرمی اسکیهیل
جرمی اسکِیهیل (انگلیسی: Jeremy Scahill؛ زاده ۱۸ اکتبر ۱۹۷۴) نویسندهٔ آمریکایی ست.